# Kabát

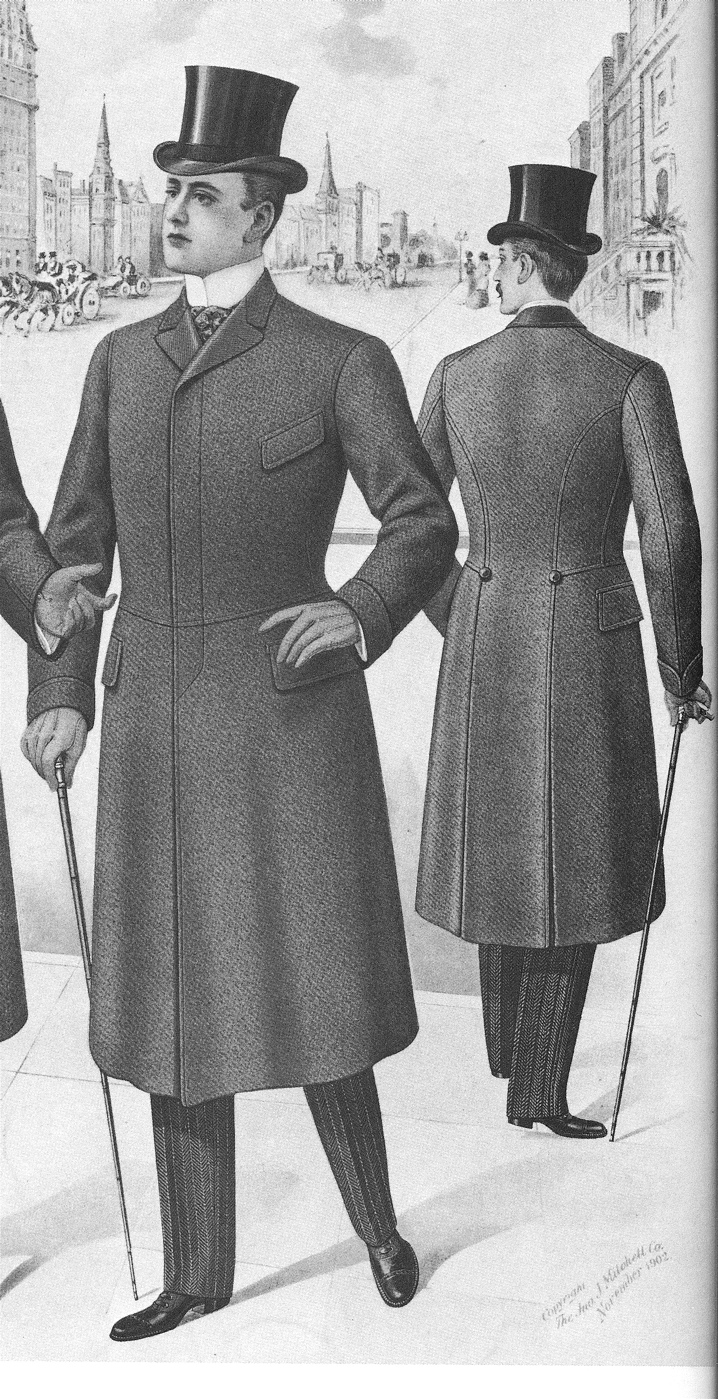
Férfiak kabátban

A kabát egy általában csípőn alul érő, esetleg derékban szabott, hátul hasított vagy toldott, szögletes szárnyú, gyakran kétsorgombos ruhadarab (ujjas). Nők és férfiak egyaránt használják. Általában sötét színű szövetből (szürke, barna, fekete) készülnek, ritkábban bársonyból, vagy báránybőrből. Kihajtható gallérja gyakran prémes.

## Története
A kabát perzsa eredetű szó, valószínűleg cseh vagy szlovák közvetítéssel került be a magyar nyelvbe. Első előfordulása 1751-ből való. A divatban a 19. század végére váltak a férfiak téli és ünnepi öltözködésének egyik fontos elemévé. Erdély kivételével a női ujjas néhány testhezálló változatát is kabát névvel jelölték. Ezek gyakran plüssből vagy bársonyból készültek és a jómódot jelölték. Kabátféle felsőruha vászonból is készült (vászonkabát).

## Egyéb elnevezései
- spencer (Heves és Baranya vármegyékben)
- jankli (Sopron és Heves vármegyékben)
- dokány (Csallóközben)
- sacco-kabát (Sárközben)
- mexikaner (Vas vármegyében)
- bujka (Kalotaszegen)
- buda - zsinórozott vőlegénykabát